# Sabicea cuneata
Sabicea cuneata är en måreväxtart som beskrevs av Henry Hurd Rusby. Sabicea cuneata ingår i släktet Sabicea och familjen måreväxter.
Artens utbredningsområde är Bolivia. Inga underarter finns listade i Catalogue of Life.